# Robert Chudley
Robert „Rob“ Chudley (* 15. März 1985 in Plymouth) ist ein ehemaliger britischer Biathlet.

## Karriere
Rob Chudley gab sein internationales Debüt im Rahmen der Junioren-Europameisterschaften 2006 in Langdorf, wo er 70. im Einzel und 71. im Sprint wurde. 2006 startete er zudem im Junioren-Europacup. Noch im selben Jahr nahm er in Gurnigel erstmals am Biathlon-Europacup teil und gewann mit den Rängen 28 im Sprint und 23 in der Verfolgung erste Europacup-Punkte. Es waren zugleich die besten Resultate Chudleys in dieser Rennserie. National gewann er erstmals 2006 im Team eine Medaille. 2009 gewann er mit seinem Team, dem 3rd Regiment Royal Horse Artillery, zu dem auch Stephen Hill und Craig Driffill gehörten, seinen ersten Titel. Hinzu kam der Vizemeistertitel mit der Militärpatrouille und der dritte Platz mit der Staffel. 2010 gewann er in Ruhpolding im Einzel seinen ersten Solotitel, wurde zudem Sieger mit der Militärpatrouille und Vizemeister in der Staffel. Trainiert wurde er zunächst von Jason Sklenar, später dann von Walter Pichler. Im Januar 2010 startete Chudley zum einzigen Mal im Biathlon-Weltcup. In Antholz erreichte er in Einzel und Sprint die Ränge 104 und 111. Kurz darauf folgte mit der Europameisterschaft auch sein einziges Großereignis, welches er mit den Einzelrängen 53 und 66 sowie Platz 15 in der Staffel abschloss. Nach der Saison 2009/10 beendete Chudley seine Karriere als professioneller Biathlet.